# Reo Hatate
Reo Hatate (jap. 旗手 怜央 Hatate Reo; ur. 21 listopada 1997 w Suzuce) – japoński piłkarz występujący na pozycji środkowego pomocnika lub lewego obrońcy w szkockim klubie Celtic F.C.. W swojej karierze grał także w Kawasaki Frontale. Młodzieżowy i seniorski reprezentant Japonii. Olimpijczyk z Tokio.